# 11e cérémonie des Victoires de la musique
La 11e cérémonie des Victoires de la musique a lieu le 12 février 1996 au Palais des congrès de Paris. Elle est présentée par Arthur et Michel Drucker.

## Palmarès
Les gagnants sont indiqués ci-dessous en tête de chaque catégorie et en caractères gras.

### Artiste interprète masculin

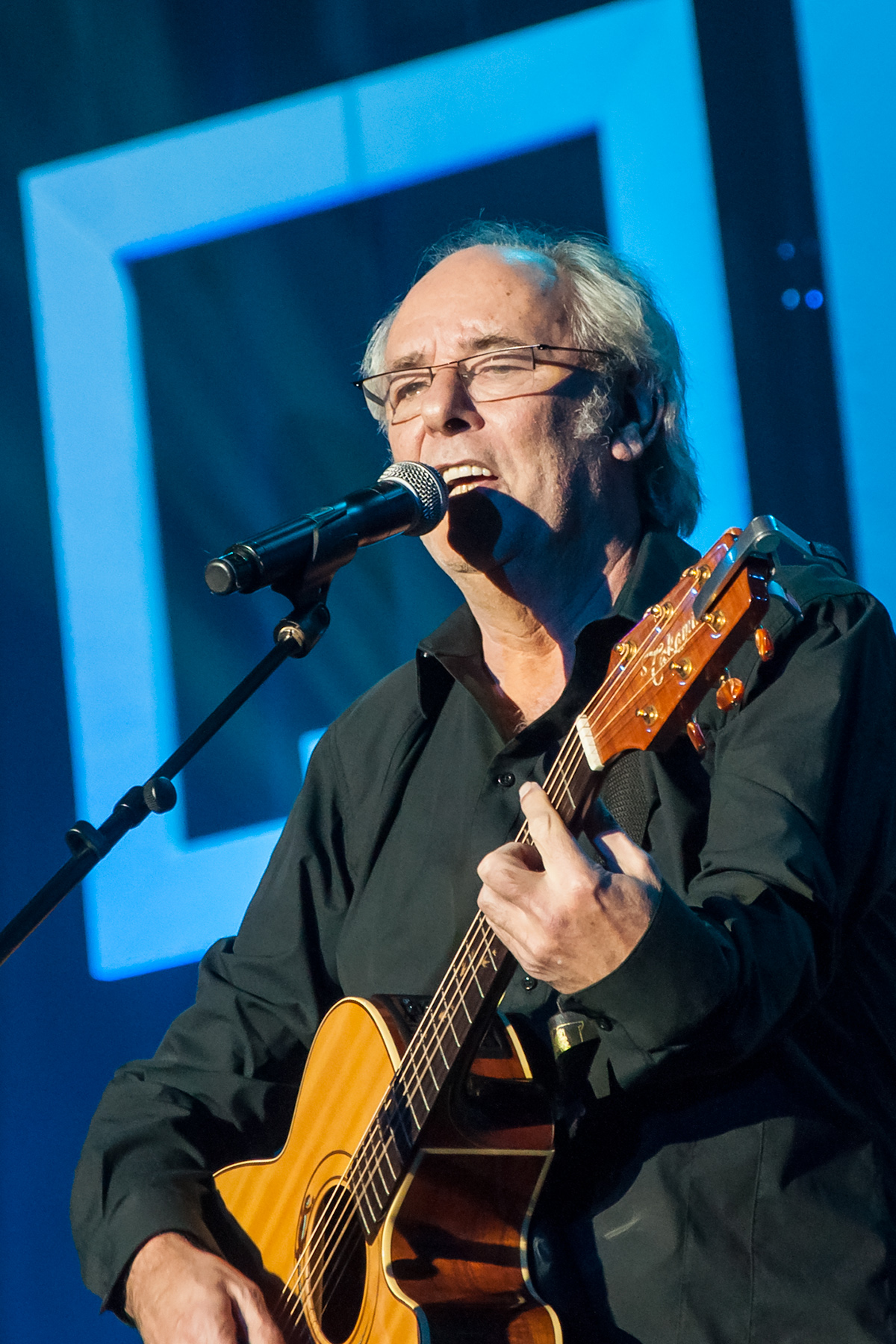
Maxime Le Forestier, artiste masculin de l'année

- Maxime Le Forestier
  - Johnny Hallyday
  - Michel Sardou

### Artiste interprète féminine
- Véronique Sanson
  - Liane Foly
  - Zazie

### Groupe
- Les Innocents
  - Native
  - Suprême NTM

### Artiste interprète ou groupe francophone
- Céline Dion (Canada)
  - Maurane (Belgique)
  - Axelle Red (Belgique)

### Révélation variétés masculine
- Ménélik
  - Dominique A
  - Lokua Kanza

### Révélation variétés féminine
- Stephend
  - Axelle Renoir
  - Ophélie Winter

### Groupe révélation
- Alliance Ethnik
  - Daran et les chaises
  - Deep Forest

### Album
- Défoule sentimentale d'Alain Souchon
  - Lorada de Johnny Hallyday
  - Passer ma route de Maxime Le Forestier

### Album de musique de variété instrumentale
- Les Parapluies de Cherbourg, Un été 42, Le Messager, Yentl de Michel Legrand et Catherine Michel
  - Routes de Jean-Jacques Milteau
  - Trio sur Seine de Marcel Azzola

### Chanson
- Pour que tu m'aimes encore de Céline Dion (paroles et musique : Jean-Jacques Goldman)
  - La mer n'existe pas d'Art Mengo (paroles : Patrice Guirao - musique : Art Mengo)
  - Passer ma route de Maxime Le Forestier (paroles : Maxime Le Forestier - musique : Jean-Pierre Sabar)

### Concert
- Johnny Hallyday à Bercy
  - Fredericks Goldman Jones pour la Tournée des campagnes
  - Michel Sardou à l'Olympia

### Spectacle musical
- Les Poubelles Boys à l'Olympia
  - Barnum au Théâtre de la mutualité[2]
  - Zizi au Zénith de Paris

### Producteur français de spectacle
- Gilbert Coullier pour Gilbert Coullier Organisation
  - Jules Frutos, Hélène Rol et Dominique Revers pour Alias
  - Jean-Claude Camus pour Camus & Camus

### Vidéo-clip
- Larsen de Zazie, réalisé par Philippe André
  - Bienvenue chez moi de Florent Pagny, réalisé par Thierry Rajic
  - Pour que tu m'aimes encore de Céline Dion, réalisé par Michel Meyer

### Humoriste
- Les Inconnus
  - Jean-Marie Bigard
  - Dany Boon

### Album de musiques traditionnelles
- Dan Ar Braz et les 50 musiciens de l’héritage des Celtes en concert de Dan Ar Braz et l'Héritage des Celtes
- Curagiu d'I Muvrini
  - Brian Boru d'Alan Stivell

### Compositeur de musique de film
- Manu Katché, Geoffrey Oryema, Tonton David et Jean Marc Vespasien (KOD) pour Un Indien dans la ville
  - Jean-Claude Petit pour Le Hussard sur le toit
  - Gabriel Yared pour Noir comme le souvenir

## Artistes à nomination multiple
- Céline Dion (3)
- Johnny Hallyday (3)
- Maxime Le Forestier (3)
- Michel Sardou (2)
- Zazie (2)

## Artiste à récompenses multiples
- Céline Dion (2)

## Polémique
La chanteuse Stephend est nommée la catégorie révélation féminine de l'année face à Axelle Renoir — que d'aucuns trouvent « prometteuse » — et à Ophélie Winter, qualifiée de favorite par Le Parisien.
Stephend, pratiquement inconnue, décroche le trophée. C'est la stupéfaction parmi le public, le discours de remerciement de la chanteuse est couvert par les huées de la salle. Ceci entraîne une polémique car les activités de Stephend restent confidentielles,,.
Il est rendu public par la suite que le producteur de la chanteuse, Denys Limon, est l'associé de Claude Fléouter, producteur exécutif de la cérémonie des Victoires de la musique, créée 11 ans plus tôt à l'initiative des deux hommes et de Pascale Tardy. Claude Fléouter tentera de s'expliquer en déclarant avoir voulu disqualifier Stephend durant les votes. Trois procès s'ensuivent.
La carrière de Stephend souffre par la suite de cette polémique. Elle déclare subir un « préjudice moral et […] artistique ». Avec un autre producteur, elle poursuit alors ses activités d'auteur-compositeur-interprète.